# Rab Jehuda bar Jechezqel
Rab Jehuda bar Jechezqel (auch Juda bar Ezechiel, Jehuda ben Ezechiel etc., im Talmud kurz R. Jehuda oder R. Juda) war ein bedeutender Amoräer der 2. Generation (um 250–290 n. Chr.) in Babylonien. Die Bedeutung seines Beinamens Schinena ist ungewiss. Die häufigste Deutung ist scharfsinnig, weitere sind mit großen Zähnen und von eiserner Ausdauer.
Er war Schüler von Abba Arikha, Rab Assi und Mar Samuel und bedeutendster Lehrer in (nach einigen Quellen Gründer der Akademie) Pumbedita und nach dem Tode von Rab Huna wichtigster Lehrer Babyloniens. Mit seinen Schülern, zu denen u. a. die bedeutenden Talmudlehrer R. Se'ira, R. Josef und Rabba bar Nachmani gehörten, studierte er vor allem Zivilrecht.
In Qidduschin 72 a wird er zu denen gerechnet, die das Torastudium vor dem Vergessenwerden bewahrten. Er beschäftigte sich besonders mit der Ordnung Nesiqin und gilt mit seinem Gegner Rab Huna als Hauptschöpfer der talmudischen Dialektik. Er hält den Rekord, am häufigsten von allen Rabbinen in den Talmudim erwähnt zu werden. Seine Bedeutung liegt in der wortgetreuen Wiedergabe der Überlieferungen von Abba Arikha und Mar Samuel.
Außergewöhnlich war seine Gebetspraxis: Er soll nur einmal pro Monat die Tefilla gebetet haben.
Gestorben ist er vermutlich (laut Iggeret Rav Scherira Gaon) im Jahr 299.